# 张家嘴头水库
张家嘴头水库是中国宁夏回族自治区固原市西吉县境内的一座水库，位于葫芦河上，建于1974年。水库正常库容为2070万立方米，集雨面积为375平方千米，海拔为1826米。